# Belén (Uruguay)
Pour les articles homonymes, voir Belén.
Belén est une ville et une municipalité de l'Uruguay située dans le département de Salto. Sa population est de 2 030 habitants.

## Histoire
Belén a été fondée le 14 mars 1801.

## Population

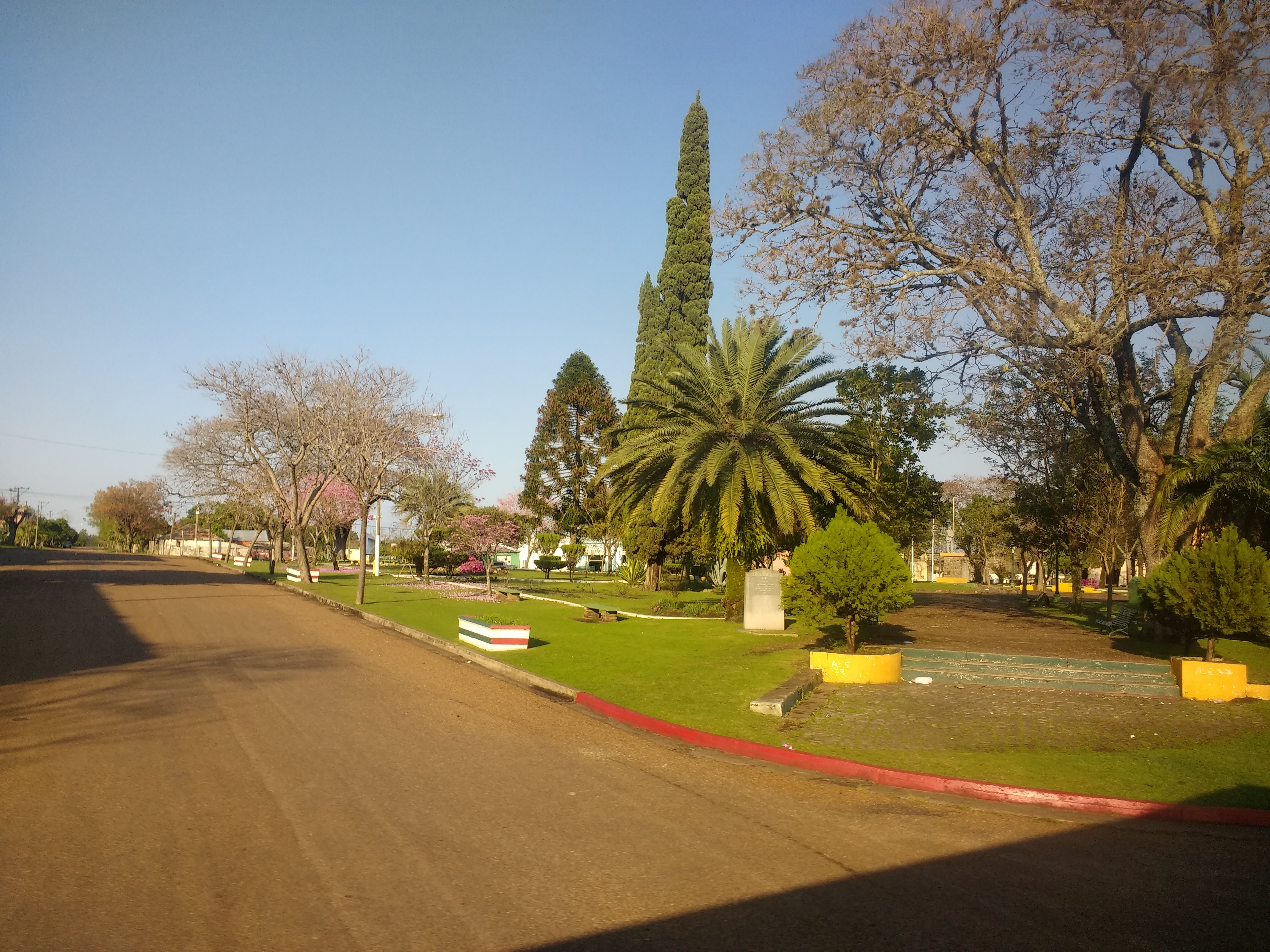
Belén, Département de Salto, Uruguay

| Année | Population |
| ----- | ---------- |
| 1963  | 2 061      |
| 1975  | 2 121      |
| 1985  | 1 882      |
| 1996  | 2 023      |
| 2004  | 2 030      |

,

## Gouvernement
Le maire de la ville est Gustavo Viera.